# Hesamodin Ashna

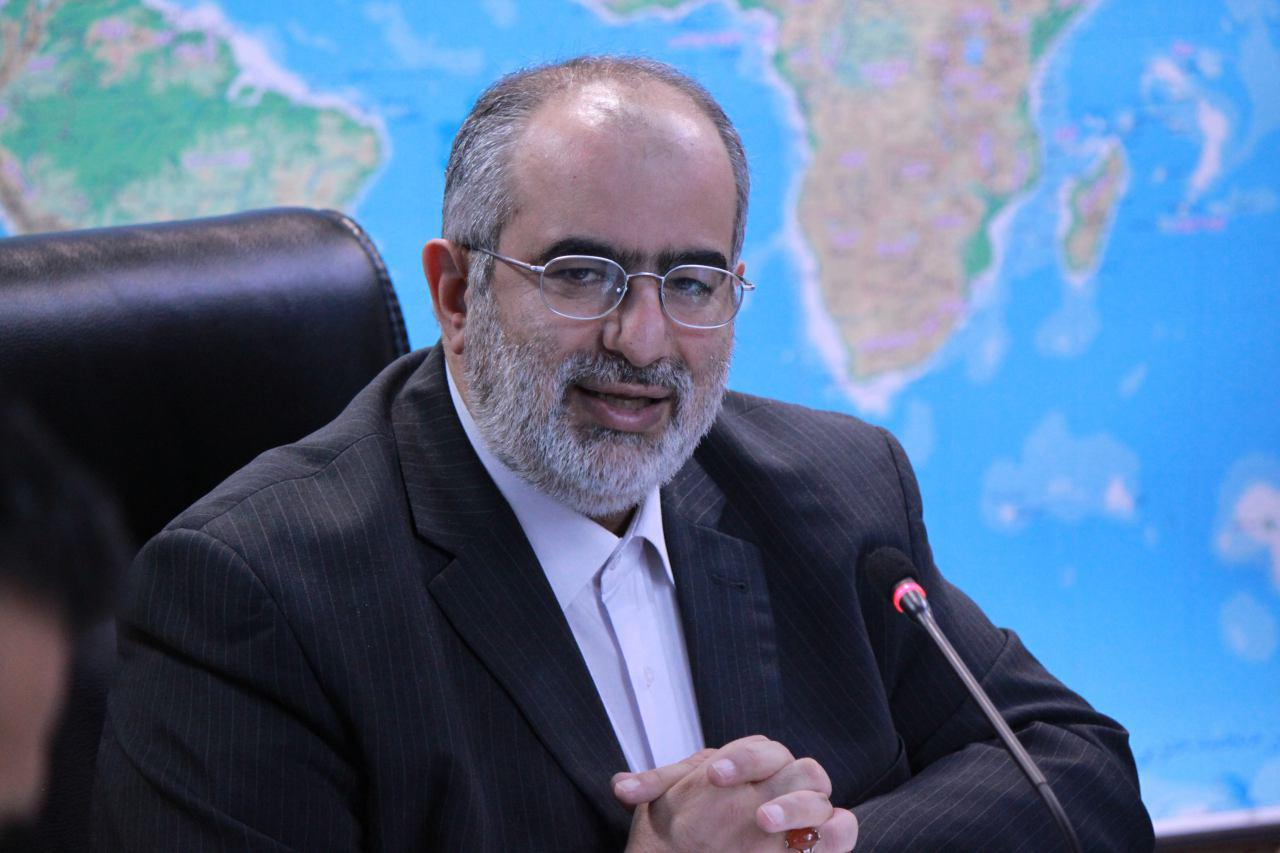
Hesamodin Ashna (2016)

Hesamodin Ashna (anhörenⓘ; geb. 18. August 1964 in Teheran) ist ein iranischer Politiker.

## Biografie
Ashna promovierte im Jahr 2004 an der Imam Sadiq Universität und ist nun Professor für Kommunikation an dieser Universität.
Er ist Berater von Präsident Hassan Rohani und Leiter des iranischen Zentrums für strategische Studien.